# 파첸트로
파첸트로(이탈리아어: Pacentro)는 이탈리아 아브루초주 라퀼라도에 있는 코무네이다. 잘 보존된 중세의 마을로서 술모나와는 몇 km 거리에 있고 로마로부터는 동쪽 170km 거리에 있다. 파첸트로는 "보르기 피우 벨리 디탈리아" 보관됨 2013-04-07 - 웨이백 머신 (이탈리아에서 가장 아름다운 마을) 후보에 올랐다.

## 지리
파첸트로는 아펜니노 산맥에 있는 고원에 있는 해발 650m 언덕위에 있다. 도시 끝자락에 있는 언덕 (콜레 카스텔로, Colle Castello) 에 성이 있고 다른 언덕 (콜레 산 마르코, Colle San Marco)에는 산 마르코 성당이 있다. 마을 위에는 모로네(Morrone) 산과 아래에는 펠리냐 계곡 (Conca Peligna) 과 술모나가 있다. 파첸트로는 마이엘라 국립공원의 일부이다.